# Schotsch
Schotsch ist ein deutscher Familienname.

## Herkunft und Bedeutung
Ursprünglich vermutlich in Flandern entstanden, bedeutet Schotsch im Niederländischen "schottisch", bzw. "aus Schottland kommend". Der Name findet sich ab 1432 im Ortsfamilienbuch von Großlasseln und zunehmend in vielen weiteren Siedlungen der Siebenbürger Sachsen. Mit verschiedenen Auswanderungswellen aus Siebenbürgen gelangte der Name in alle Welt, insbesondere in die USA und nach Kanada, Deutschland und Österreich. Im heutigen Rumänien ist der Familienname Schotsch immer noch sehr häufig vertreten.